# 杉浦敬宏
杉浦敬宏（すぎうら たかひろ、1983年10月4日 - ）は、日本の元ラグビー選手。現在ジャパンラグビーリーグワン宗像サニックスブルースのフォワード・スクラムコーチを務めている。

## プロフィール
- 愛知県出身。
- ポジションはプロップ(PR)。
- 身長 177 cm、体重 105 kg
- 日本代表キャップは1。（2016年3月現在）
- ニックネームはスギ。

## 略歴
高校でラグビーを始めた。
2002年、岡崎城西高校卒業後、愛知工業大学に入学する。
2006年、愛知工業大学卒業後、福岡サニックスに加入。同年9月2日に行われたジャパンラグビートップリーグ第1節のリコーブラックラムズ戦に先発出場で公式戦初出場を果たす 。
2016年10月にトップリーグ100試合出場を達成。
2019年、現役を引退した。